# Chiesa di San Grato Vescovo
La chiesa di San Grato Vescovo è la parrocchiale nel rione Borghetto del comune italiano di Ivrea nella città metropolitana di Torino in Piemonte. Appartiene alla diocesi di Ivrea e risale al XVIII secolo.

## Storia

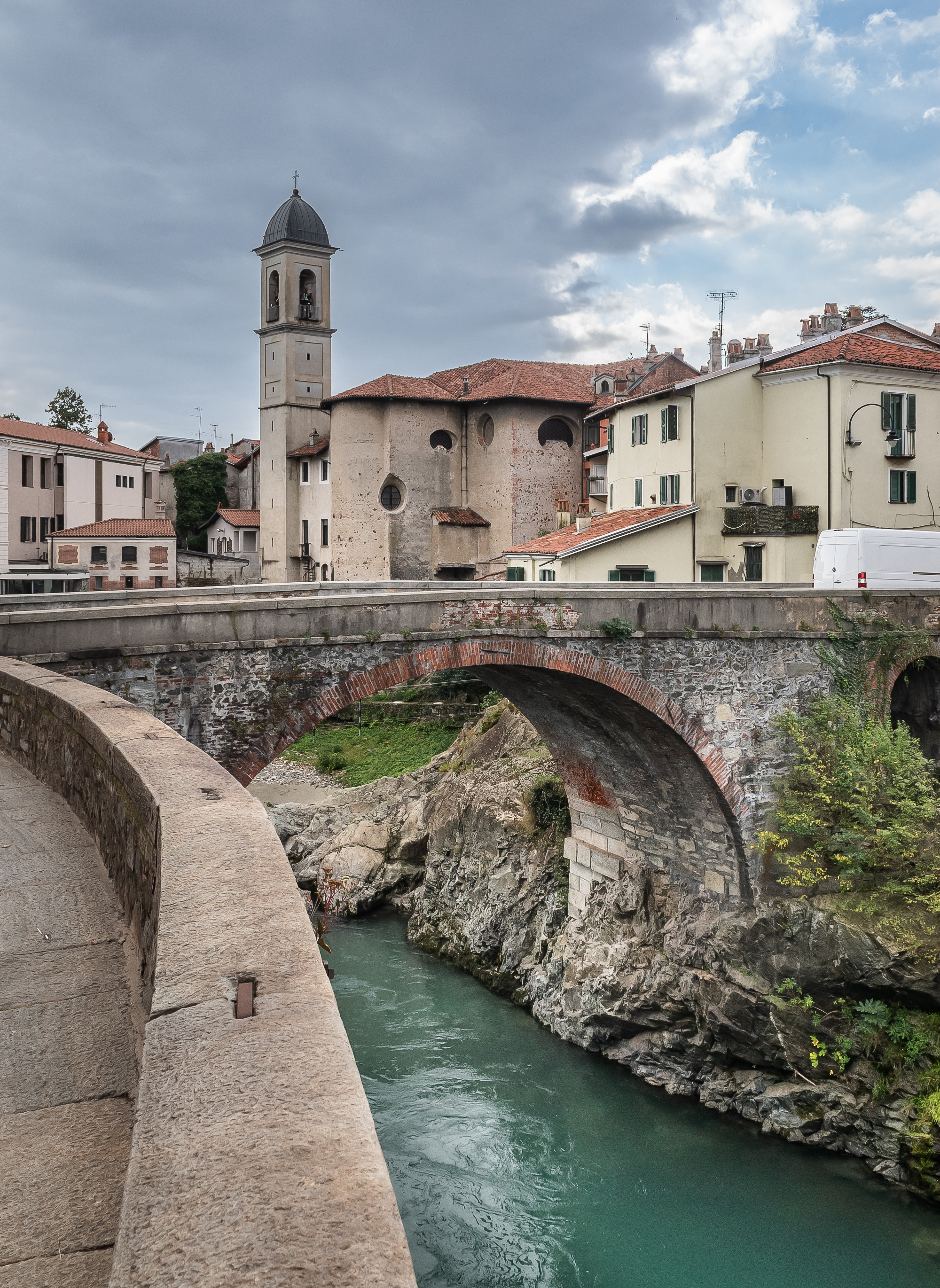
Torre campanaria e parte absidale della chiesa di San Grato Vescovo vista dal vicino Ponte Vecchio sulla Dora Baltea

La chiesa nel rione Borghetto, fuori dalla cinta muraria cittadina di Ivrea, venne edificata nel Settecento ed è dedicata a san Grato, secondo vescovo di Aosta.

## Descrizione

### Esterni
La chiesa si trova nel rione Borghetto di Ivrea, città metropolitana di Torino in Piemonte. Posta a sud della Dora Baltea, mostra orientamento verso nord est. La facciata neoclassica è caratterizzata da lesene ioniche ed è divisa in due parti. Nella parte inferiore si trova il portale di accesso che si affaccia su via Guido Gozzano e nella parte superiore si trova il grande rosone con vetro policromo che porta luce alla sala. La facciata si conclude col grande frontone triangolare parzialmente spezzato. La torre campanaria si alza in posizione arretrata sulla destra e la sua cella si apre con quattro finestre a monofora ed è conclusa dalla copertura a piramide a base quadrata curvilinea. La parte absidale del luogo di culto si affaccia sulla riva destra della Dora Baltea.